# 井辺八幡山古墳
井辺八幡山古墳（いんべはちまんやまこふん、井辺前山10号墳）は、和歌山県和歌山市井辺・森小手穂にある古墳。形状は前方後円墳。岩橋千塚古墳群（うち井辺前山地区）を構成する古墳の1つ。史跡指定はされていない。出土男子立像埴輪は和歌山市指定有形文化財に指定されている。

## 概要
和歌山県北西部、紀の川河口部の和歌山平野の岩橋山塊に築造された岩橋千塚古墳群のうち、岩橋山塊西端の小山塊である福飯ヶ峯の北東部の八幡山山頂に築造された古墳で、福飯ヶ峯の井辺前山古墳群（井辺前山支群）では最大規模である。かつては円墳2基とされたが、分布調査により前方後円墳と判明し、1969年（昭和44年）に発掘調査が実施されている。
墳形は前方後円形で、前方部を北西方向に向ける。墳丘は基壇上に2段築成で築造される。墳丘長は約70メートルを測り、和歌山県内では有数の規模になる。墳丘外表で葺石は認められないが、円筒埴輪列が認められるほか、左右くびれ部には造出を有する。両造出では全面的調査が実施されており、多様な形象埴輪が出土している。埋葬施設は後円部に存在が推定されるが、未調査のため明らかでない。出土品としては埴輪のほかに須恵器がある。また付近では円墳2基（井辺前山8号墳・9号墳）の築造も認められる。
築造時期は、古墳時代後期の6世紀中葉頃と推定される（2007年の再検討による）。造出の全面的発掘調査が行われたことで、埴輪列の様相を知るための資料として重要視される古墳になる。
なお、岩橋千塚古墳群の主要部分は国の特別史跡に指定されているが、本古墳は含まれていない。

## 遺跡歴
- 1969年（昭和44年）、発掘調査（同志社大学考古学研究室の森浩一ら、1972年に報告）[3][5]。
- 1987年（昭和62年）1月27日、出土男子立像埴輪が和歌山市指定有形文化財に指定[6]。
- 2006-2007年（平成18-19年）、井辺八幡山古墳検討会による再検討（2007年に報告）[5]。

## 墳丘

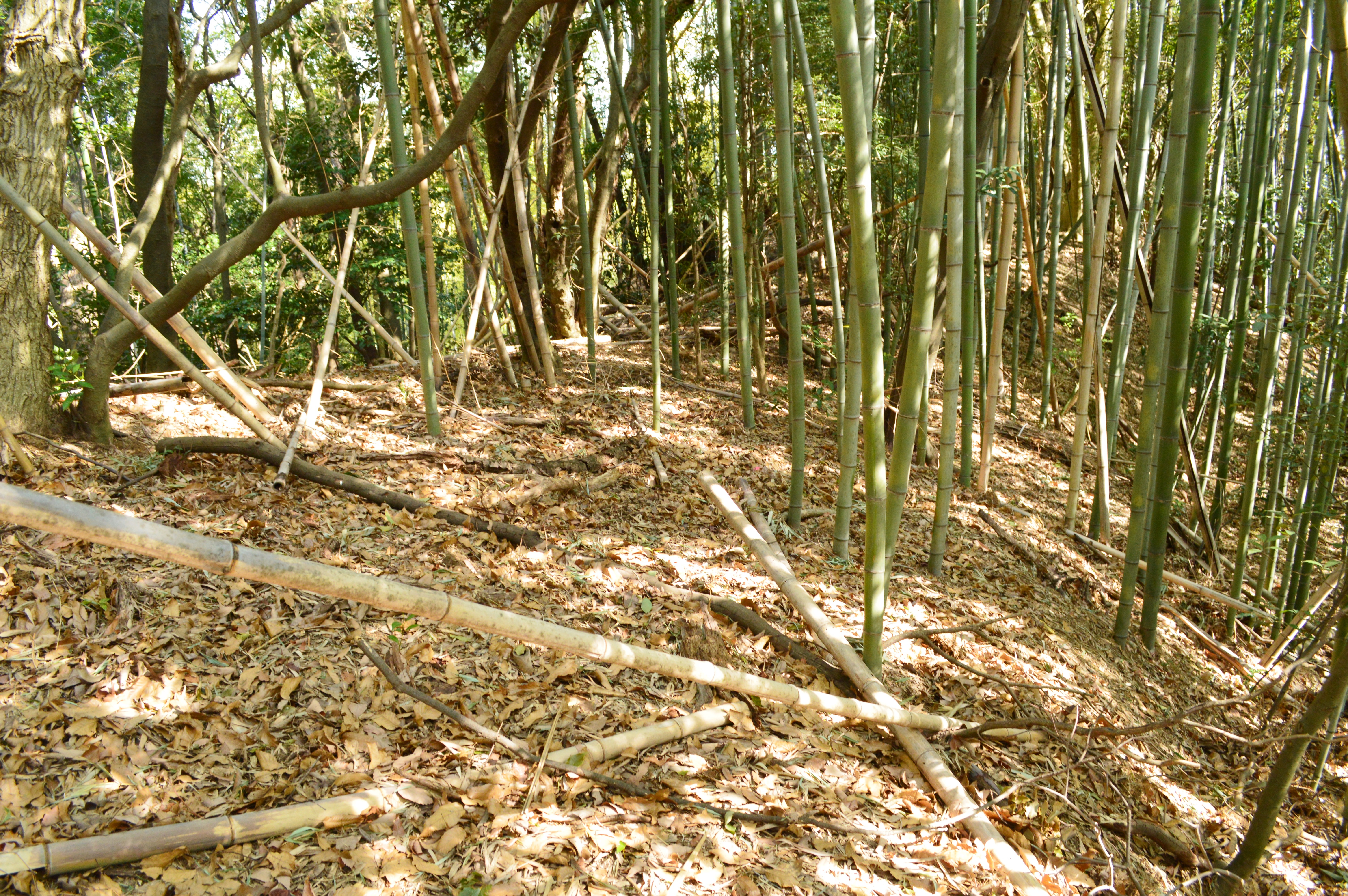
墳丘上面手前に前方部、右奥に後円部。

墳丘の規模として、1969年（昭和44年）の発掘調査では3段築成で墳丘長88メートルと報告される。しかし近年では、最下段が1段目段築でなく付帯基壇と捉え直されたことで、墳丘は2段築成とされ、それに伴って墳丘長も約67メートルまたは約70メートル程度と捉え直されている。
墳丘の構築においては、削り出した岩盤（結晶片岩質）が主体的に利用され、その上に盛土が形成される。特に西造出の一部では、岩盤が露頭した状態で利用される。

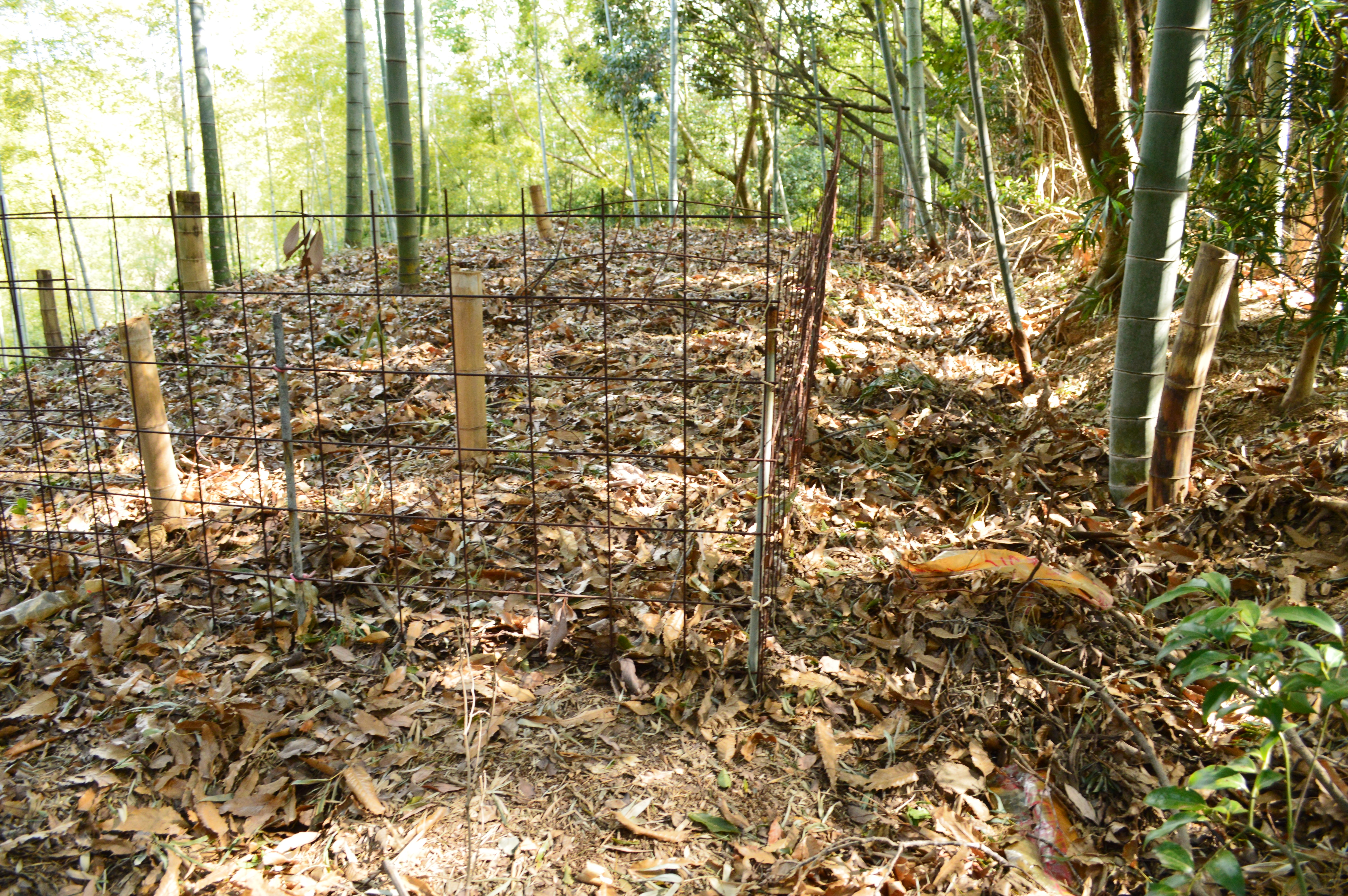
後円部墳頂
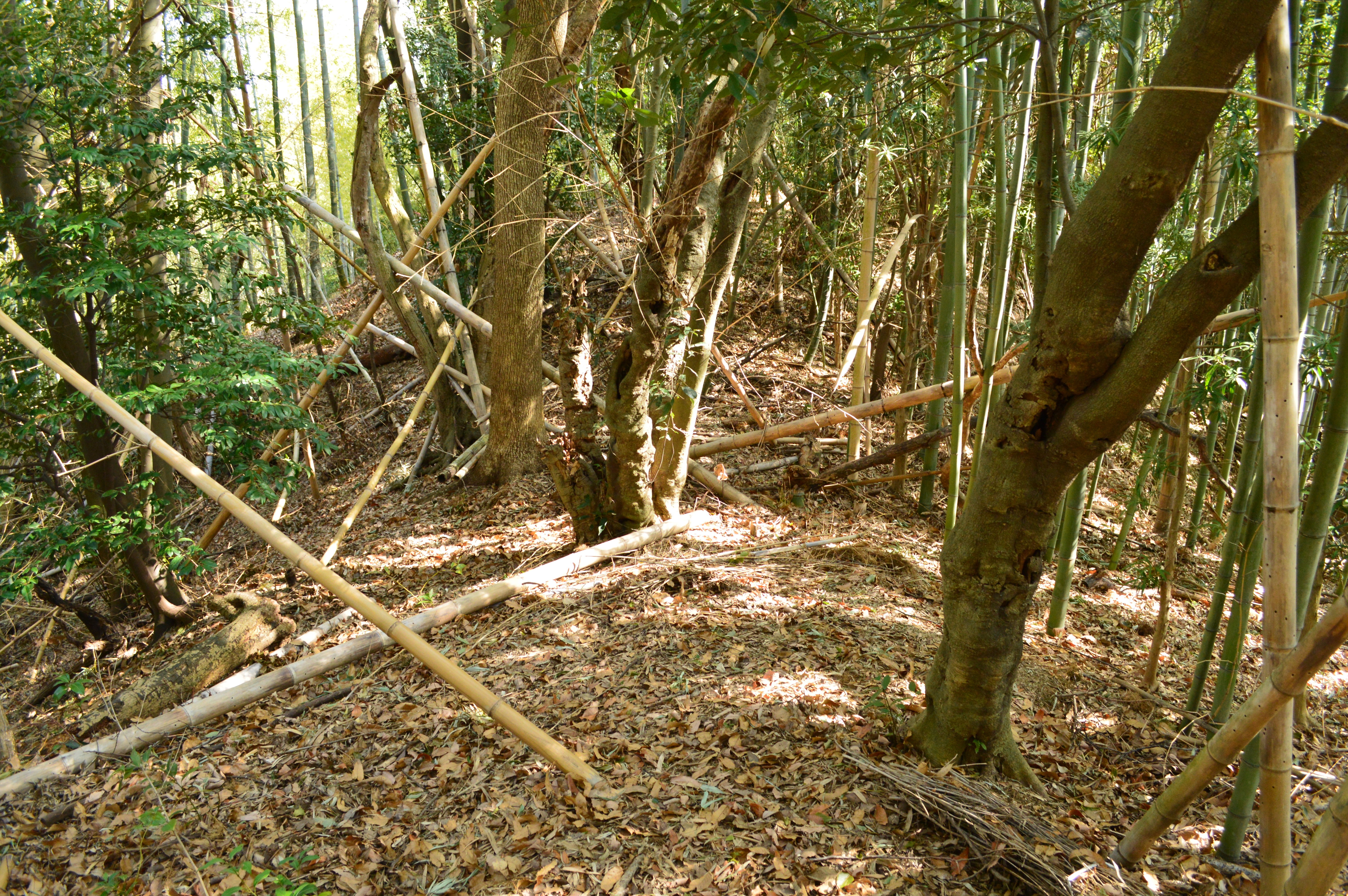
前方部から後円部を望む
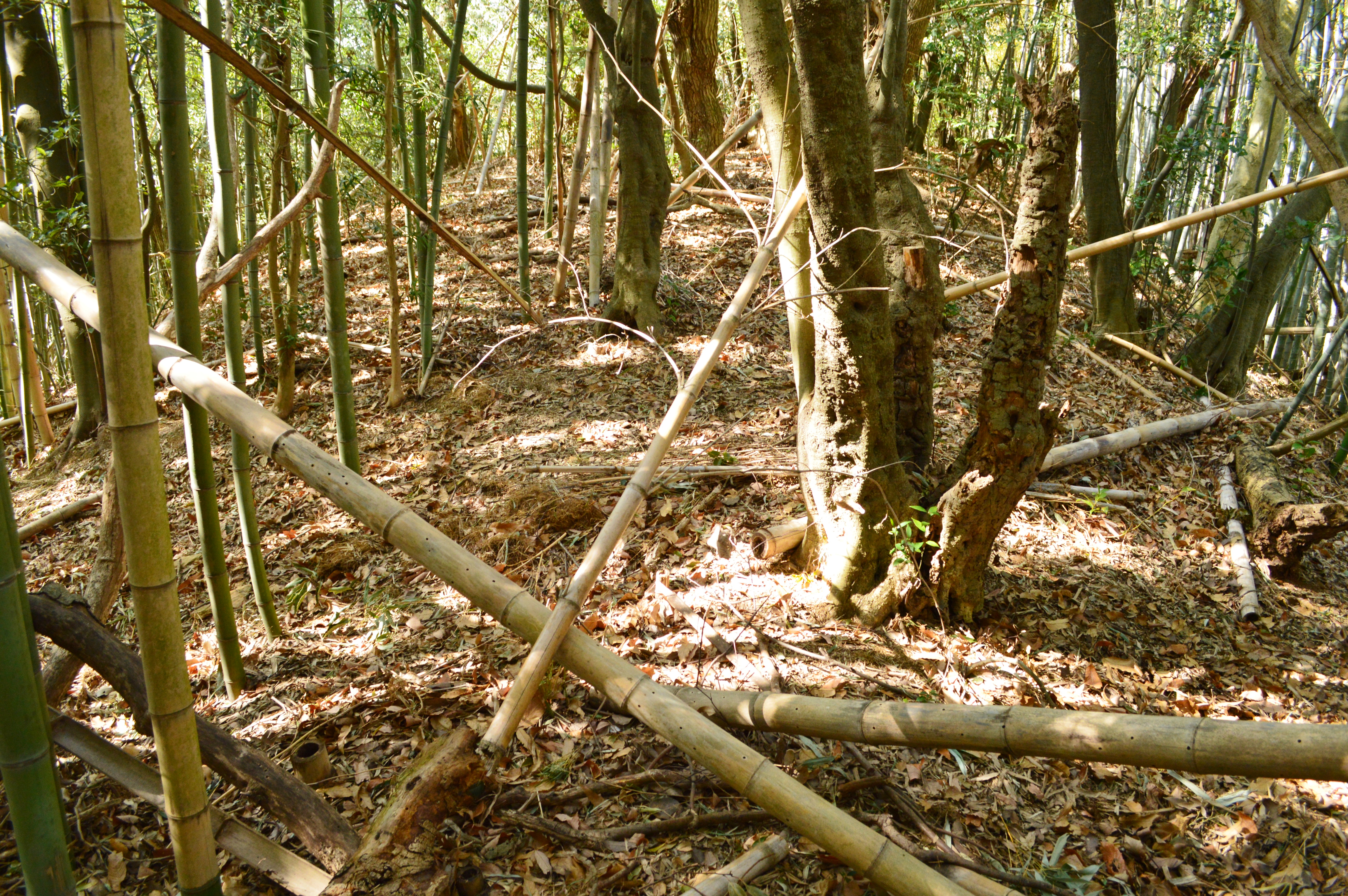
後円部から前方部を望む
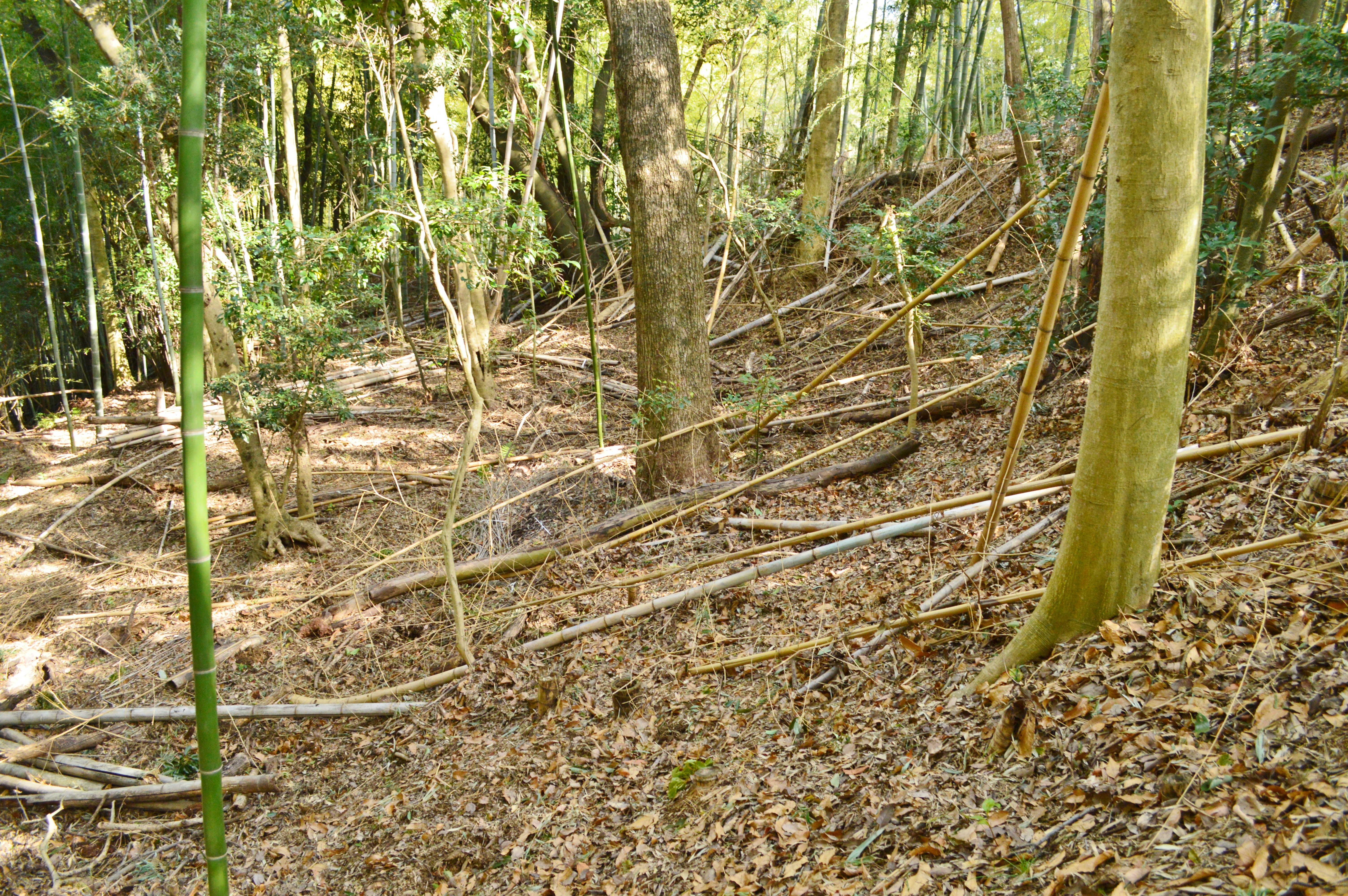
東造出 前方部墳丘から望む。右奥に後円部。

## 出土品

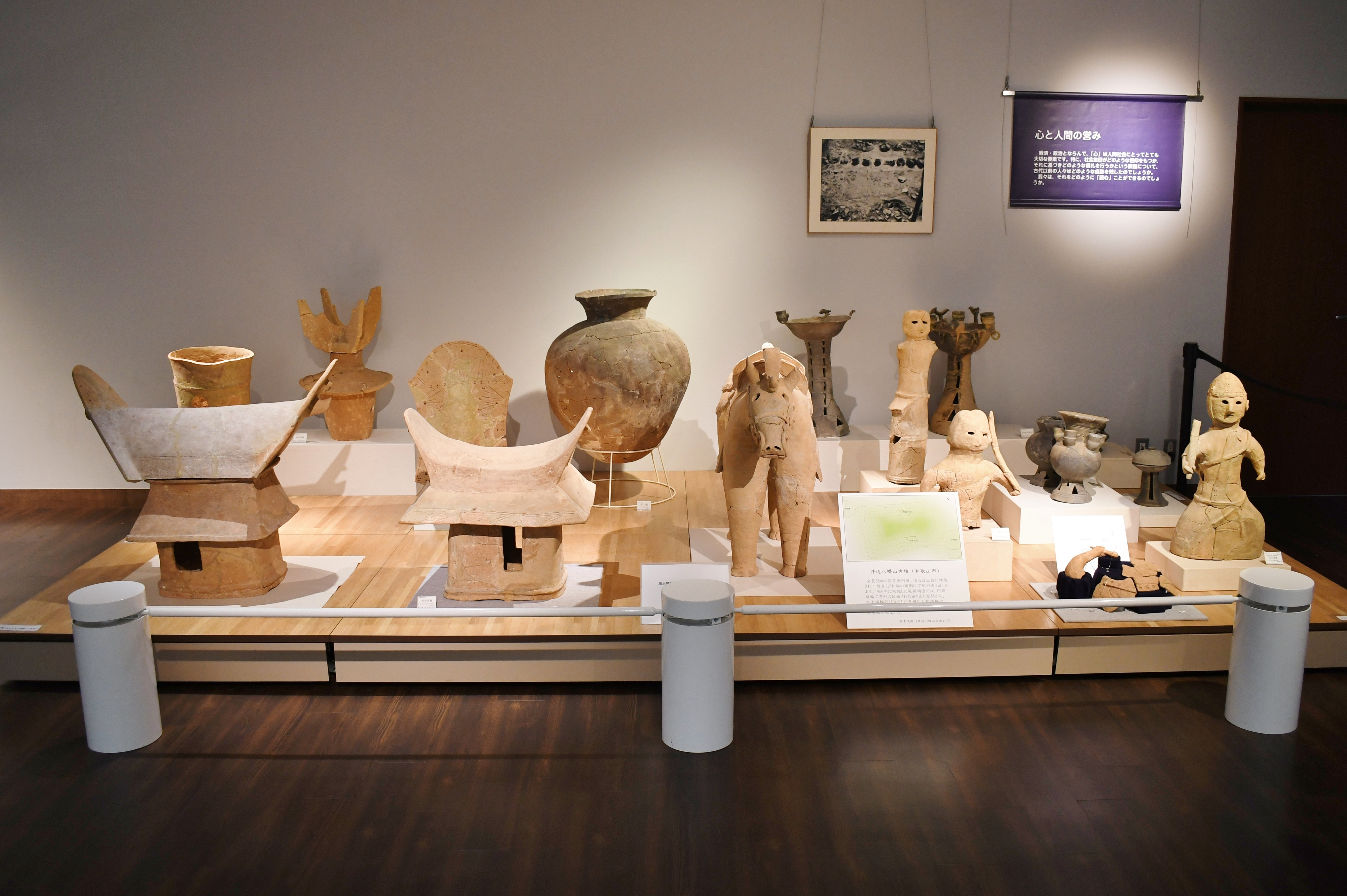
埴輪・須恵器同志社大学歴史資料館展示。

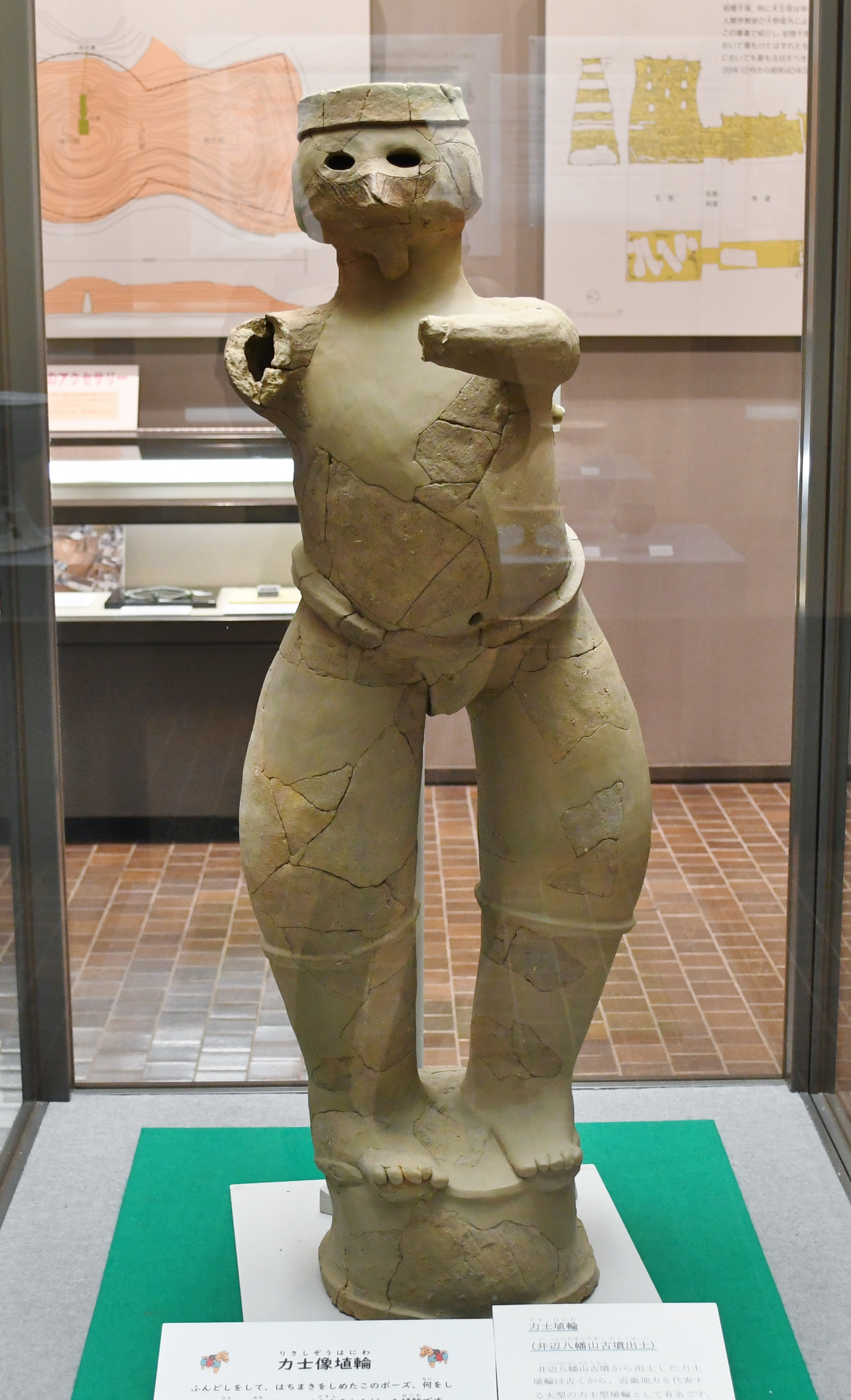
力士埴輪
（和歌山市指定文化財）和歌山市立博物館展示。

西造出出土
西造出上で原位置が復元される埴輪等は次の通り（2006年の再検討報告）。
- 人物埴輪 - 9個体。墳丘外側に向けて配置される。
- 盾形埴輪 - 1個体以上。
- 蓋形埴輪 - 4個体。
- 須恵器群

その他の原位置不明の埴輪として、家形埴輪2個体（1点は入母屋の平屋建物、もう1点は入母屋の高床建物か）、鳥形埴輪頸部1個体などがある。また造出付近の墳丘上で人物埴輪3個体・馬形埴輪2個体が認められる。人物埴輪としては、正装人物・武装人物・力士・女子・馬の口持ちが確認されている。
東造出出土
東造出で原位置が復元される埴輪等は次の通り（2006年の再検討報告）。
- 人物埴輪 - 11個体。墳丘に向けて配置される。
- 双脚輪状文埴輪 - 1個体。脚部のみで上部不明。
- 動物埴輪 - 2個体。脚部のみで上部不明。人物埴輪数個体とともに狩猟表現の表象か。
- 家形埴輪 - 2個体。いずれも基部のみ。
- 蓋形埴輪 - 4個体。
- 須恵器群

その他の原位置不明の埴輪として、盾形埴輪1個体以上などがある。また造出付近の墳丘上で人物埴輪2個体・馬形埴輪1個体が認められる。人物埴輪で認められる種類は、武装人物・力士・女子。
出土埴輪のうち男子立像埴輪は、総高113.5センチメートルを測る大型人物埴輪になる。相撲の取り組み姿勢を表象した力士埴輪とされ、ふんどしを締め、手を前方に伸ばし、頭部には鉢巻を締め、顔面には入墨（刺青）が認められる。この埴輪は和歌山市指定有形文化財に指定され、和歌山市立博物館（和歌山市湊本町）で保管されている。埴輪以外で特筆されるものとしては装飾付器台の須恵器がある。男子立像埴輪以外の出土埴輪・出土須恵器については、同志社大学歴史資料館（京都府京田辺市）で保管されている。
なお、付近では森小手穂埴輪窯跡で形象埴輪が採集されており、同地が井辺八幡山古墳の埴輪供給窯の可能性が指摘される。

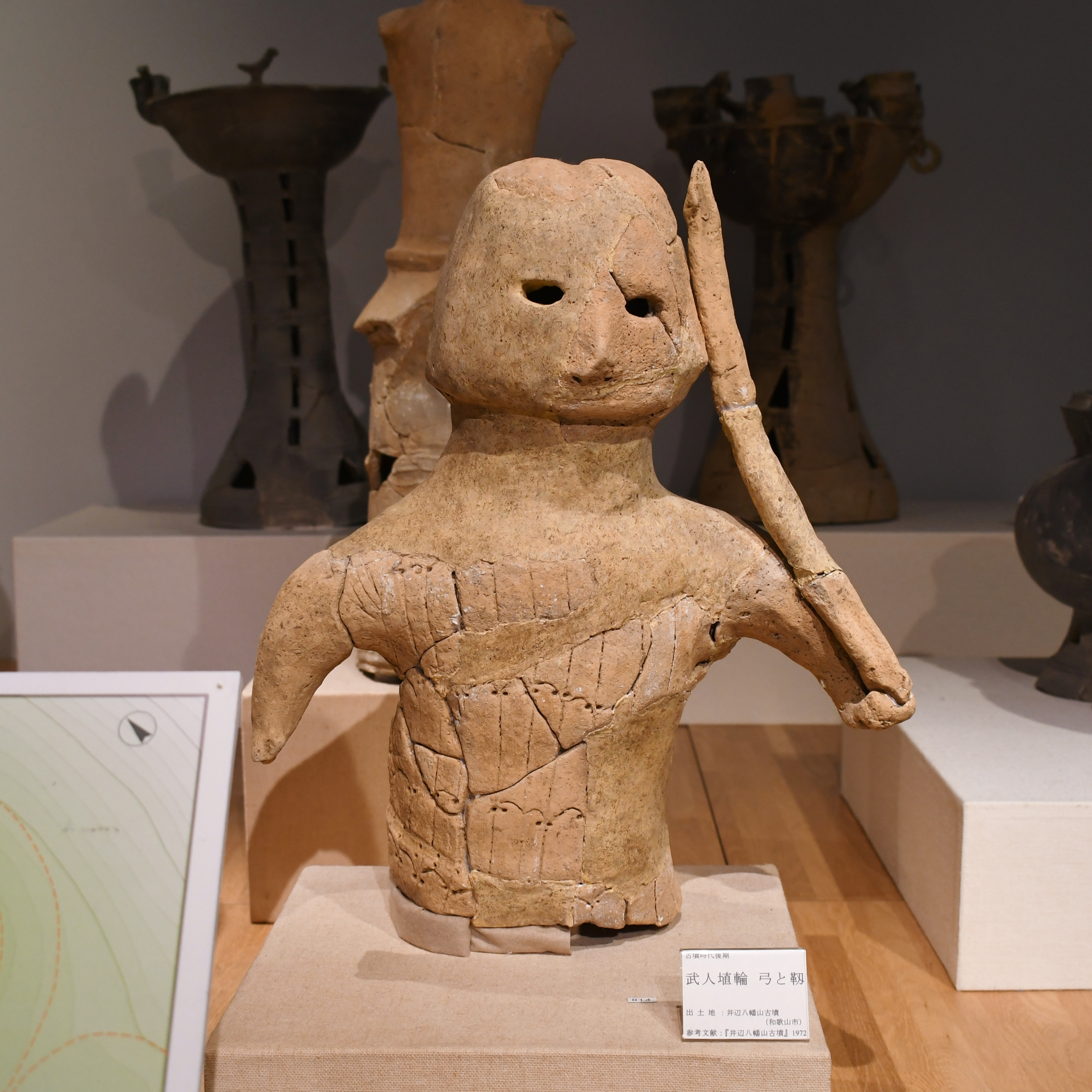
武人埴輪 弓と靭
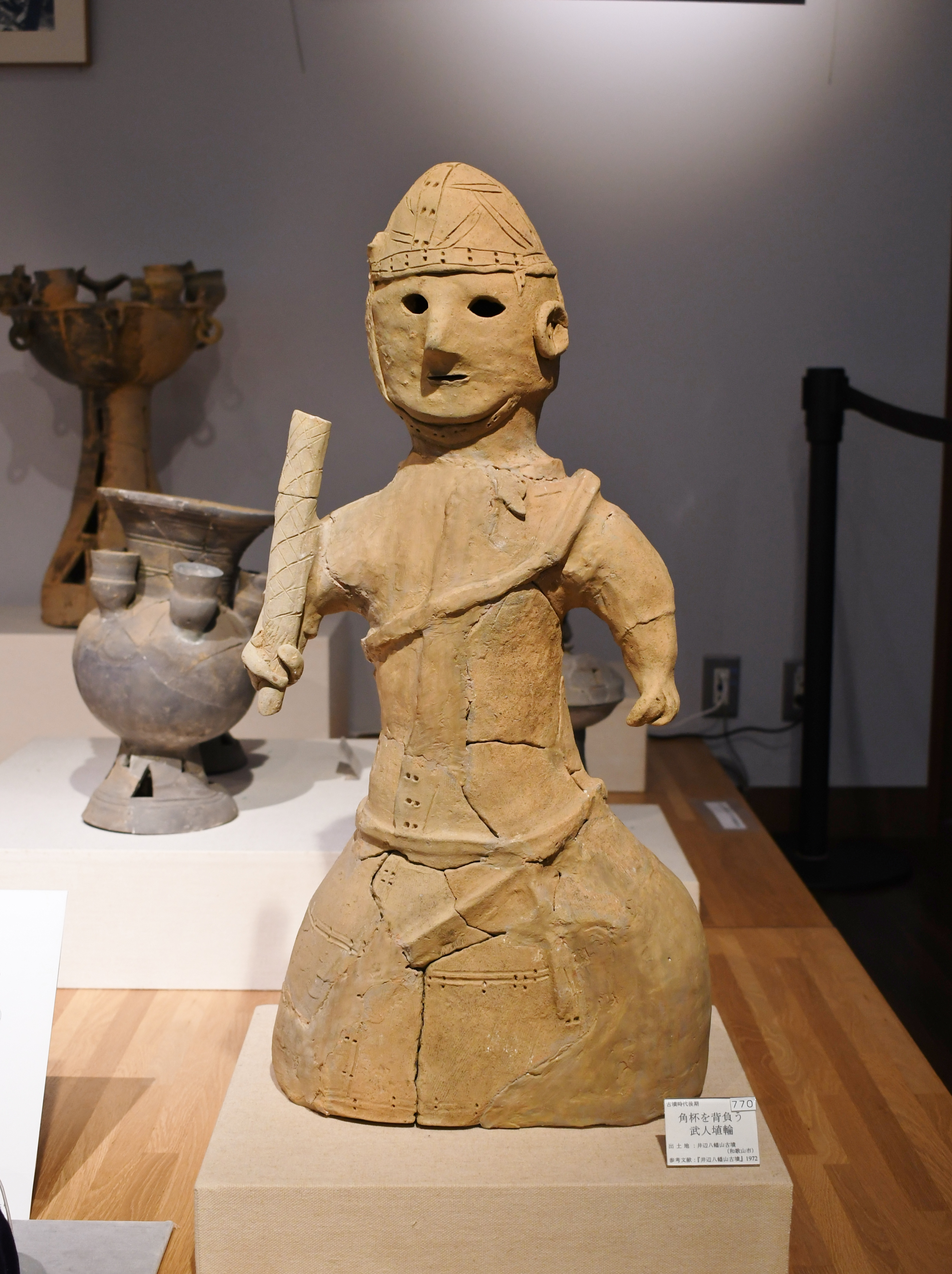
角杯を背負う武人埴輪
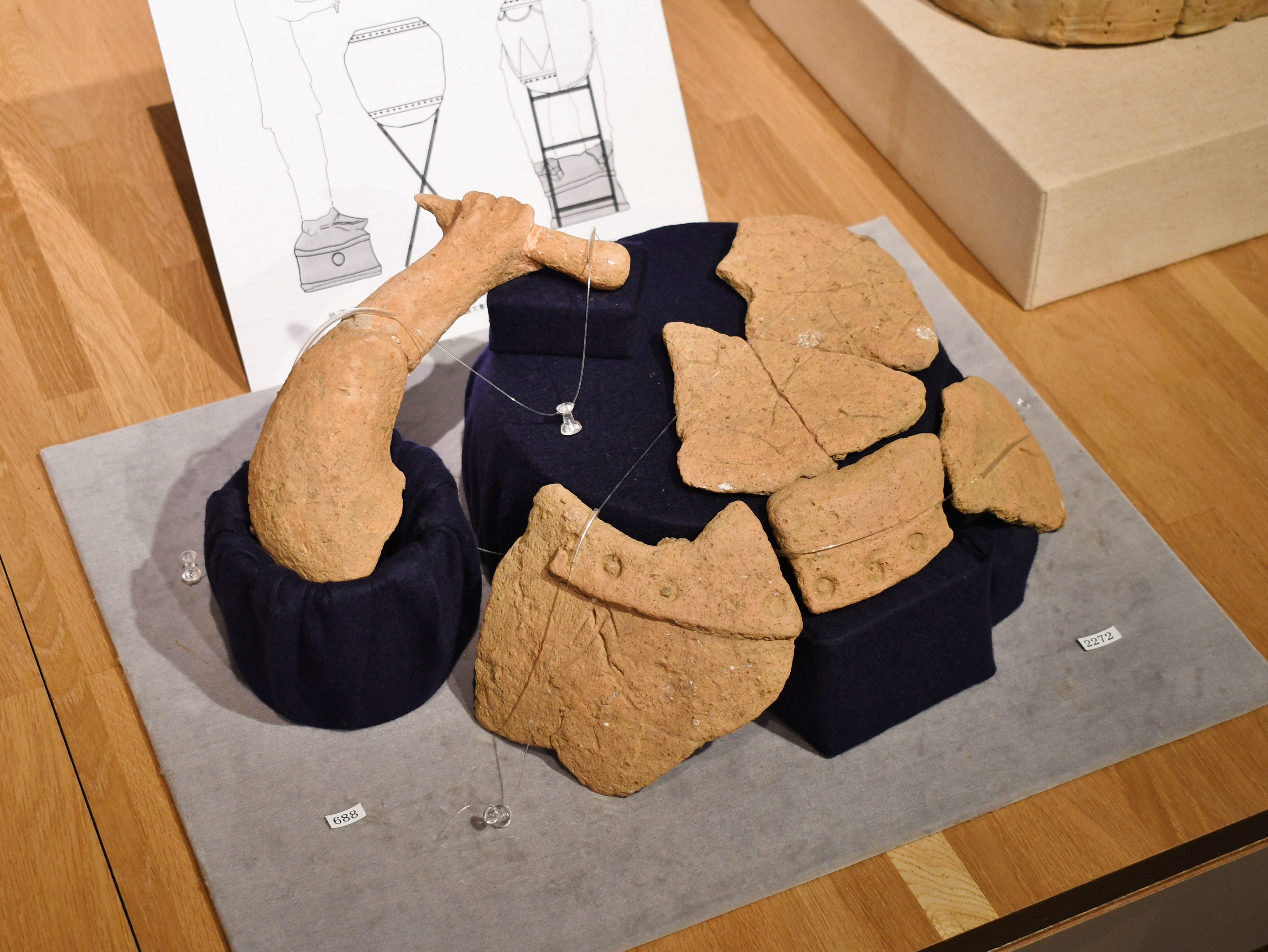
太鼓を打つ人物埴輪
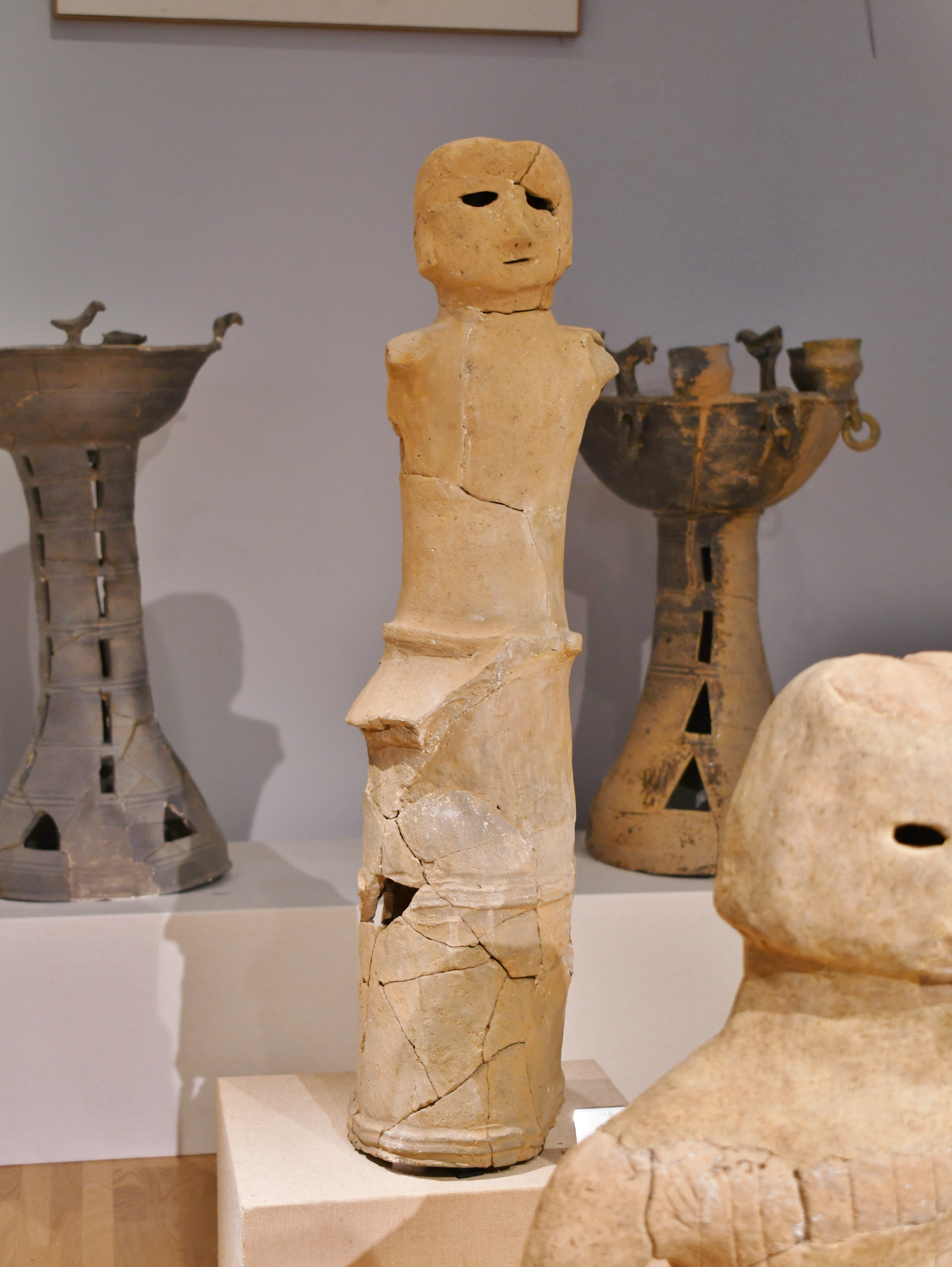
人物埴輪
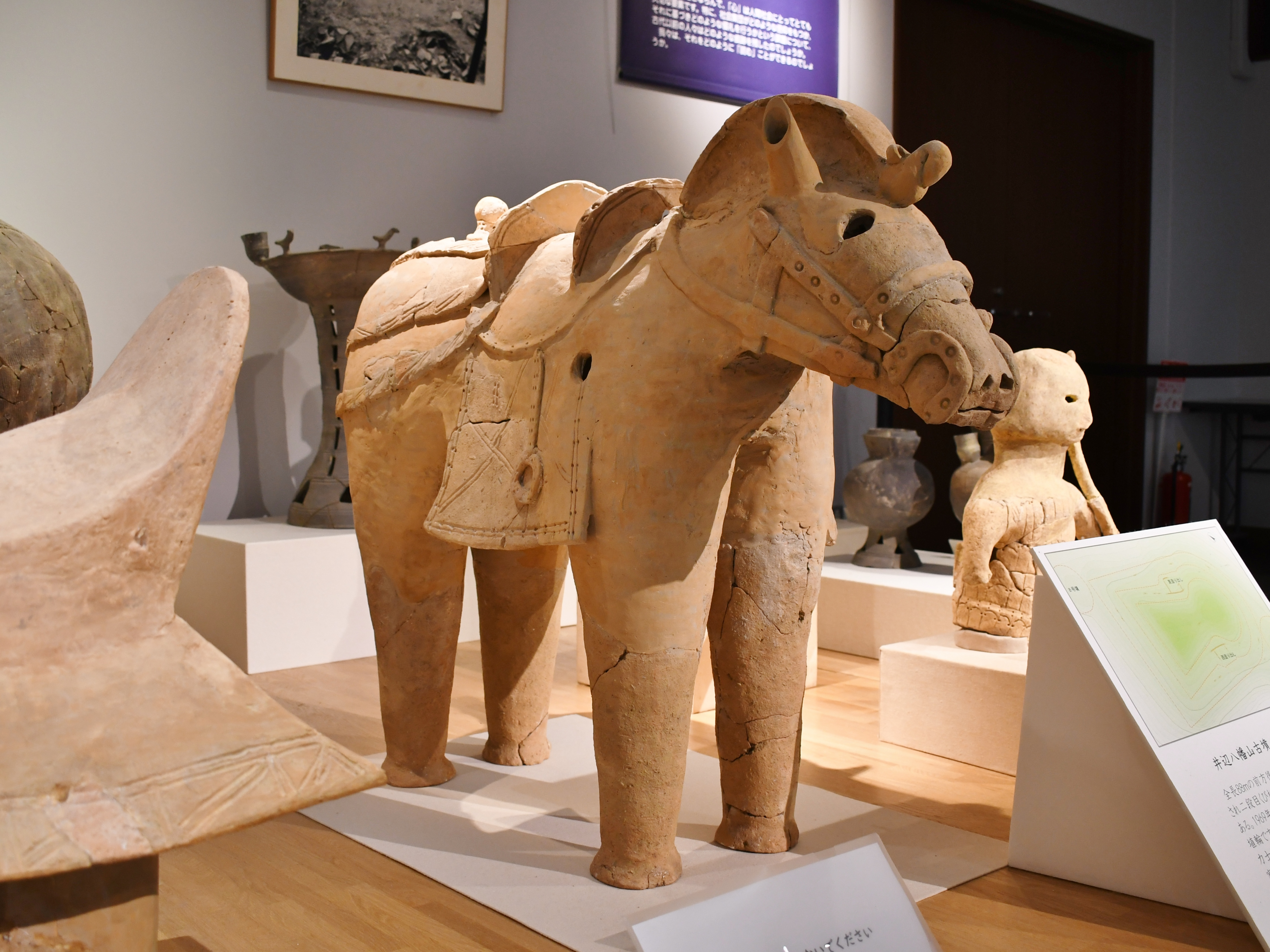
馬形埴輪
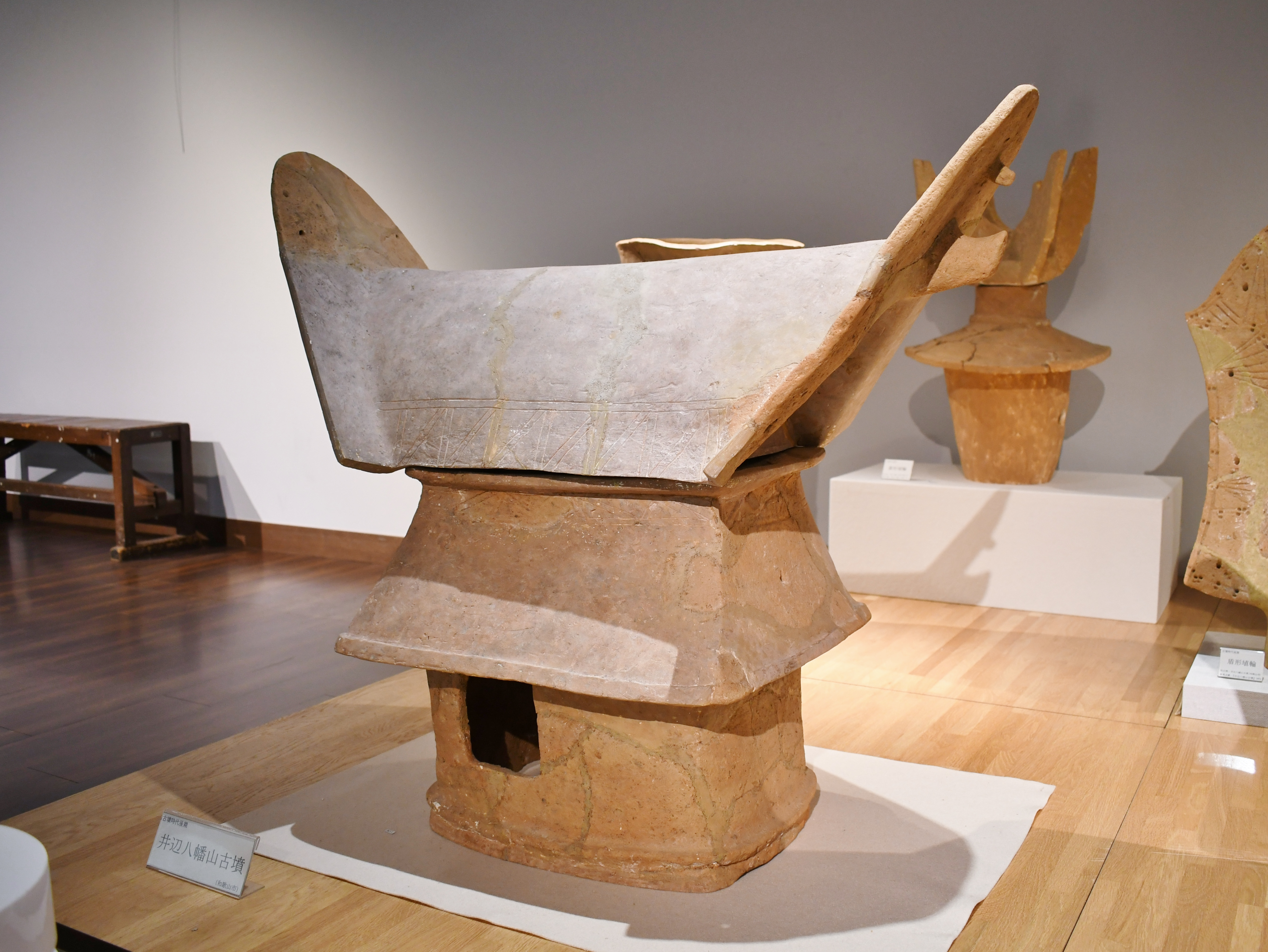
家形埴輪
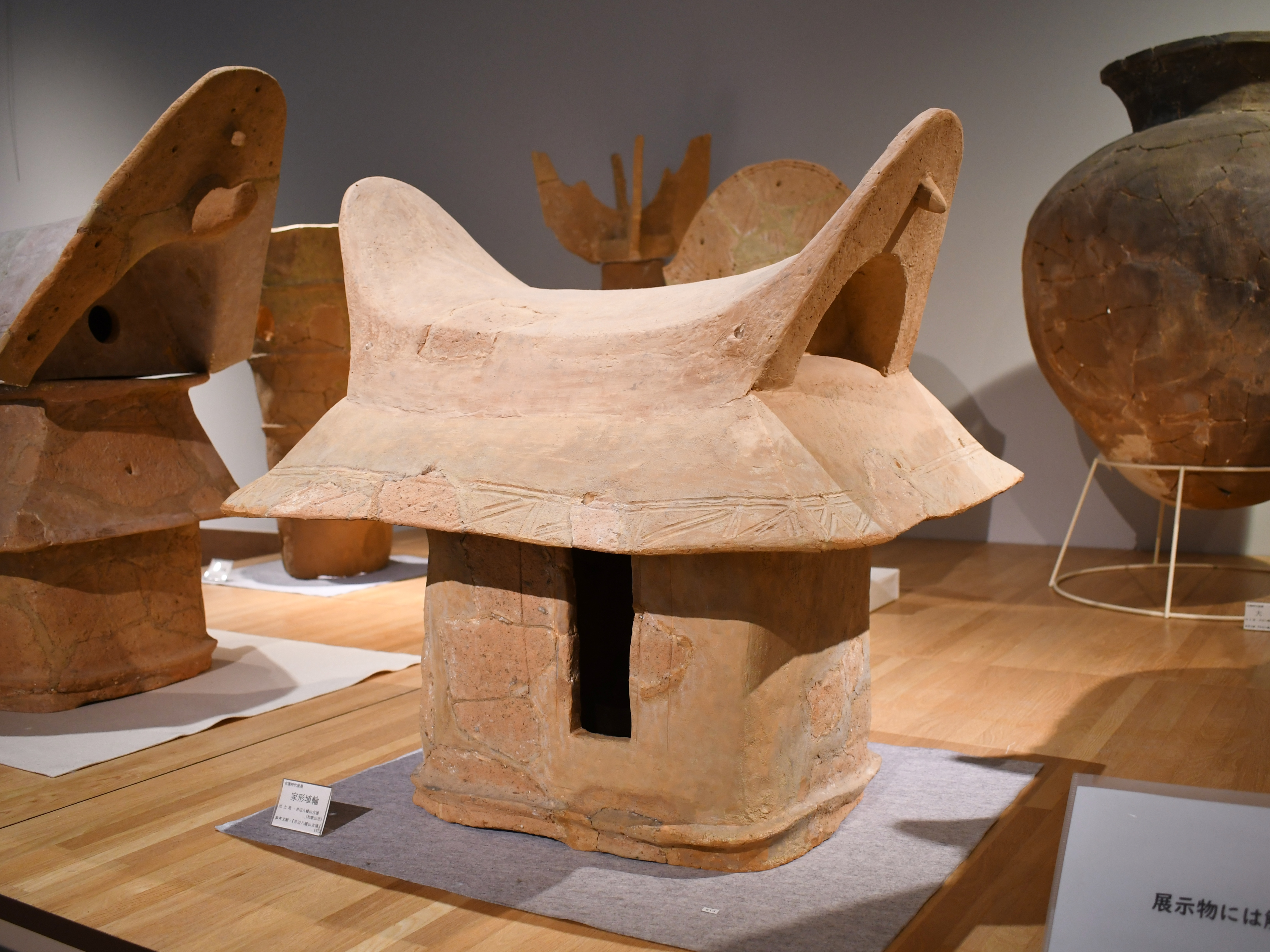
家形埴輪
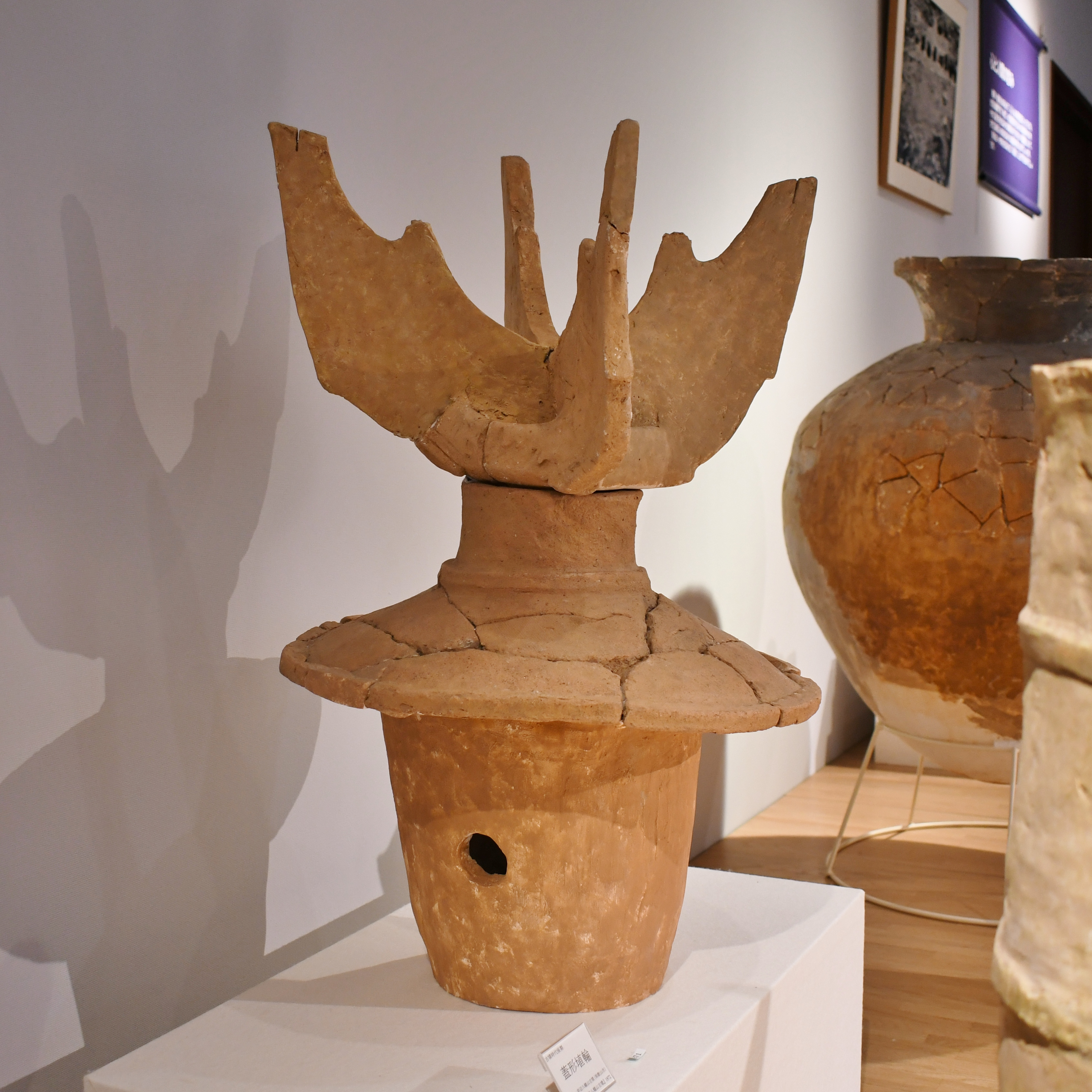
蓋形埴輪
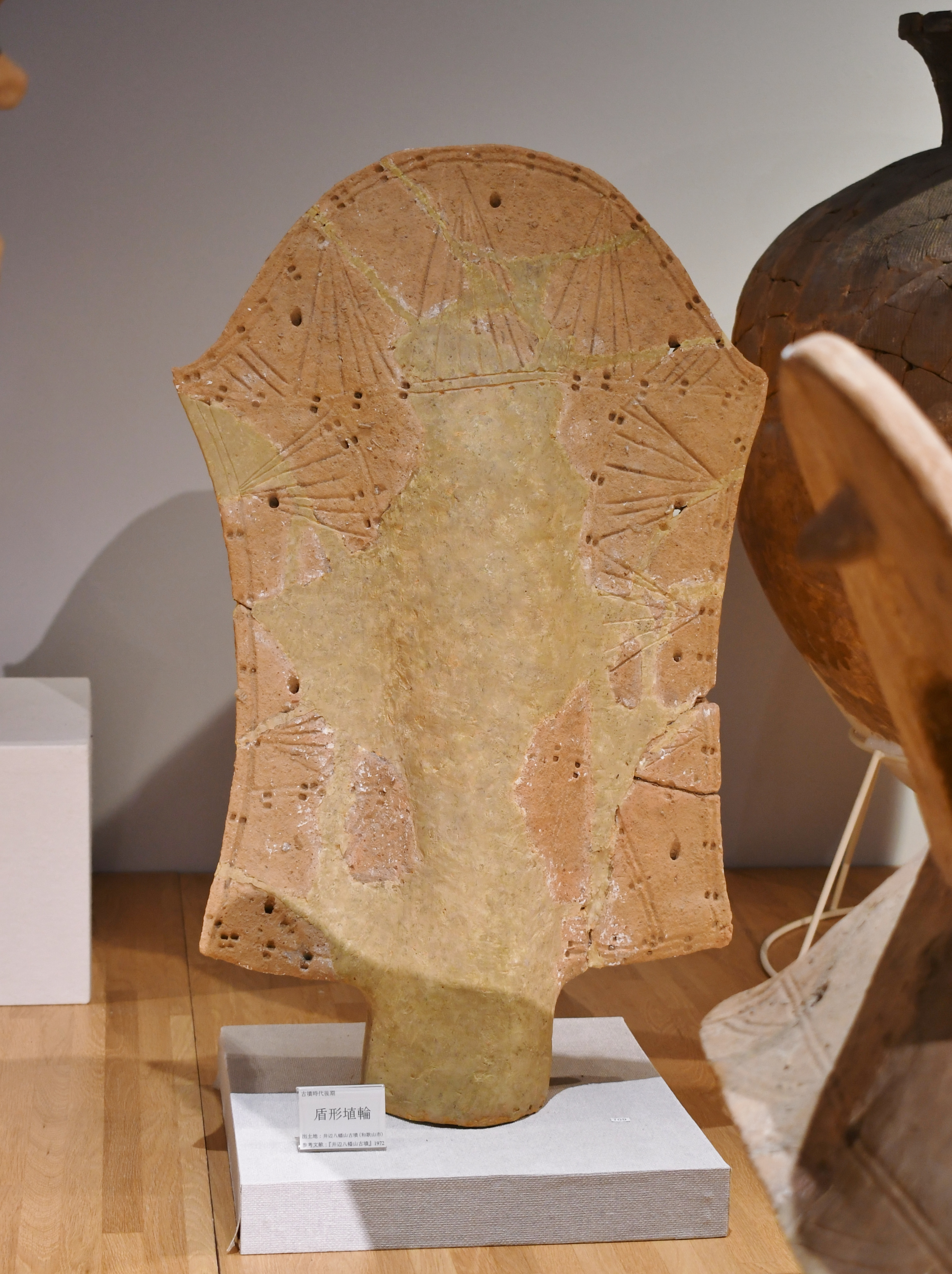
盾形埴輪
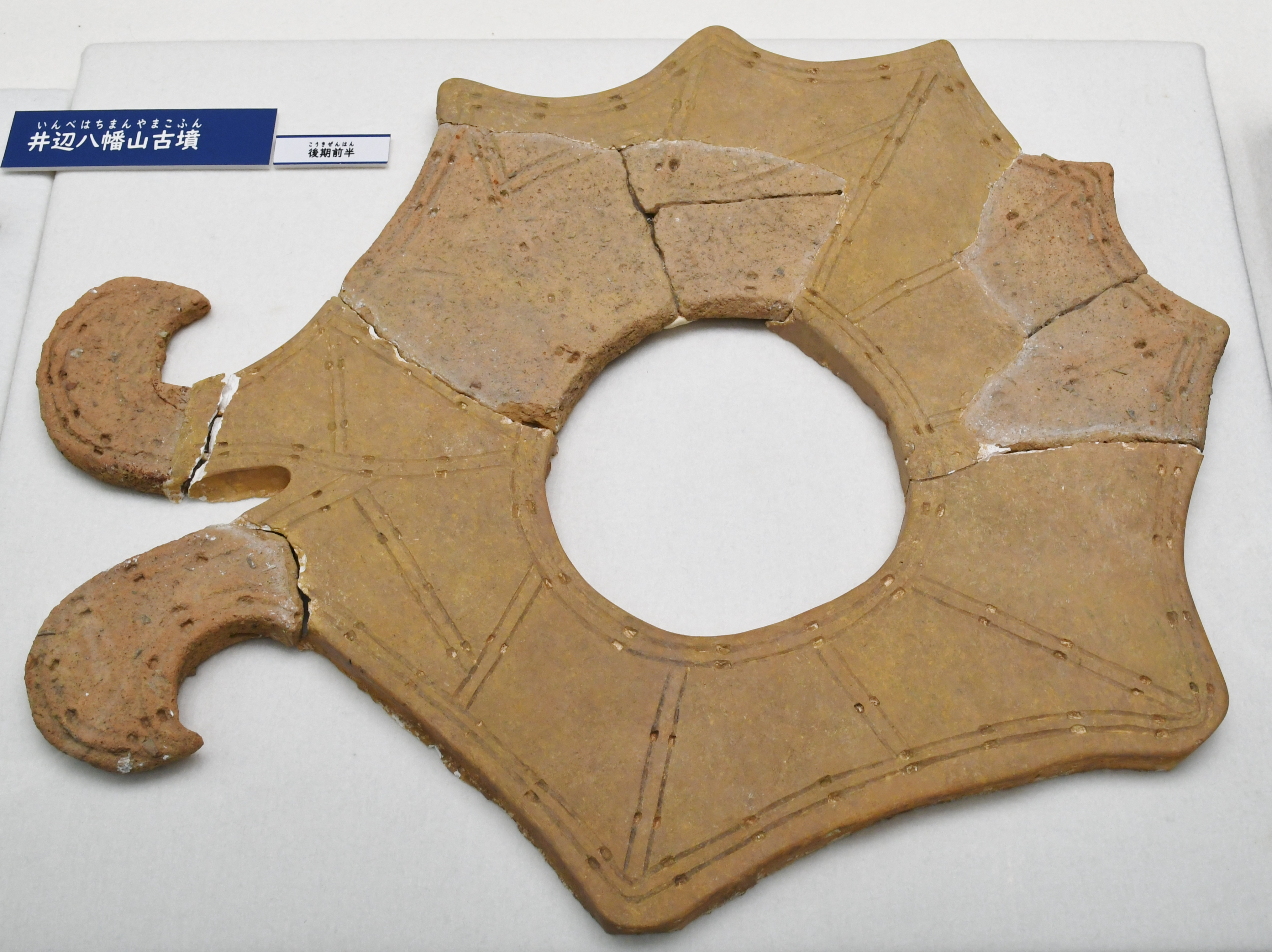
双脚輪状文埴輪 埼玉県立歴史と民俗の博物館特別展時に撮影。
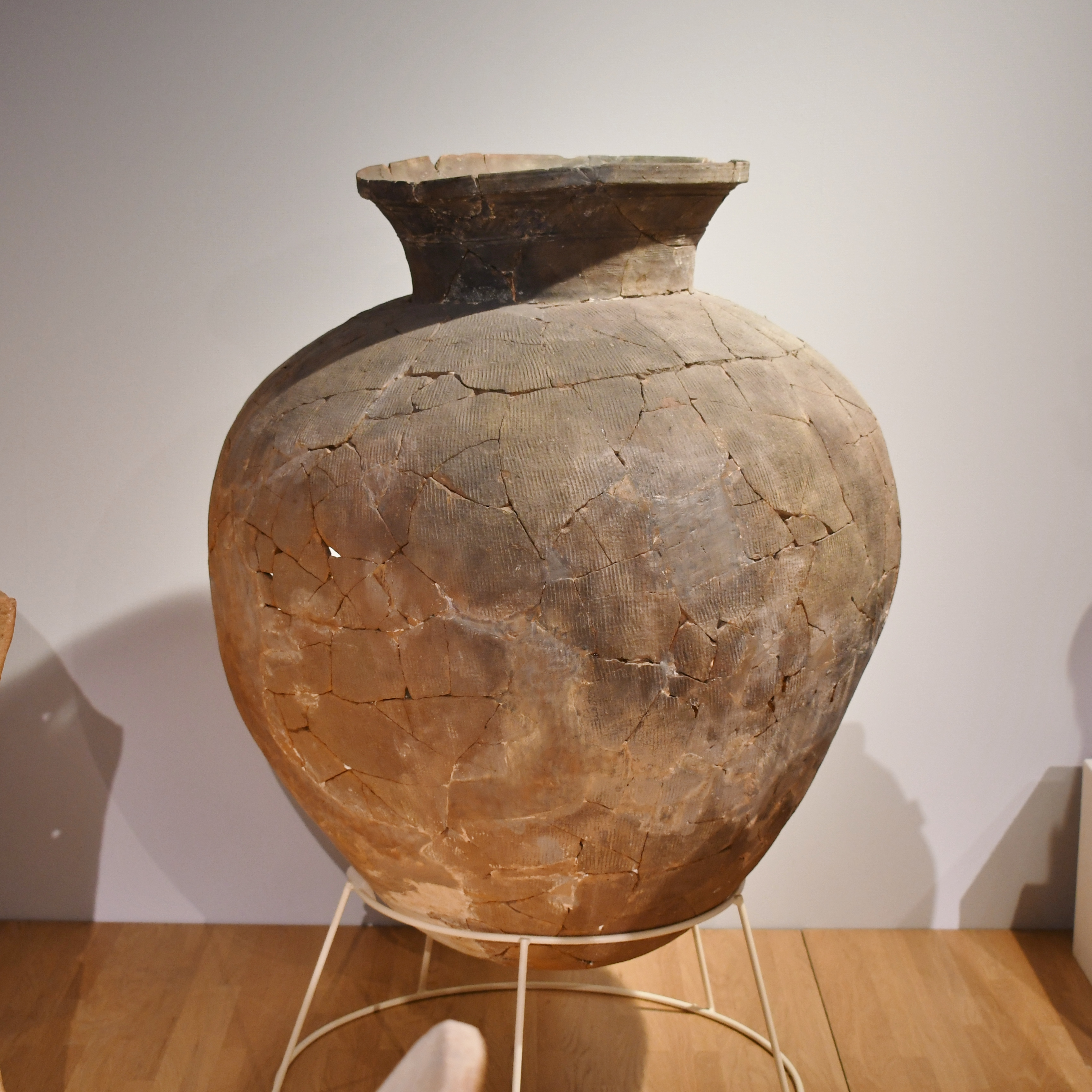
須恵器 大甕
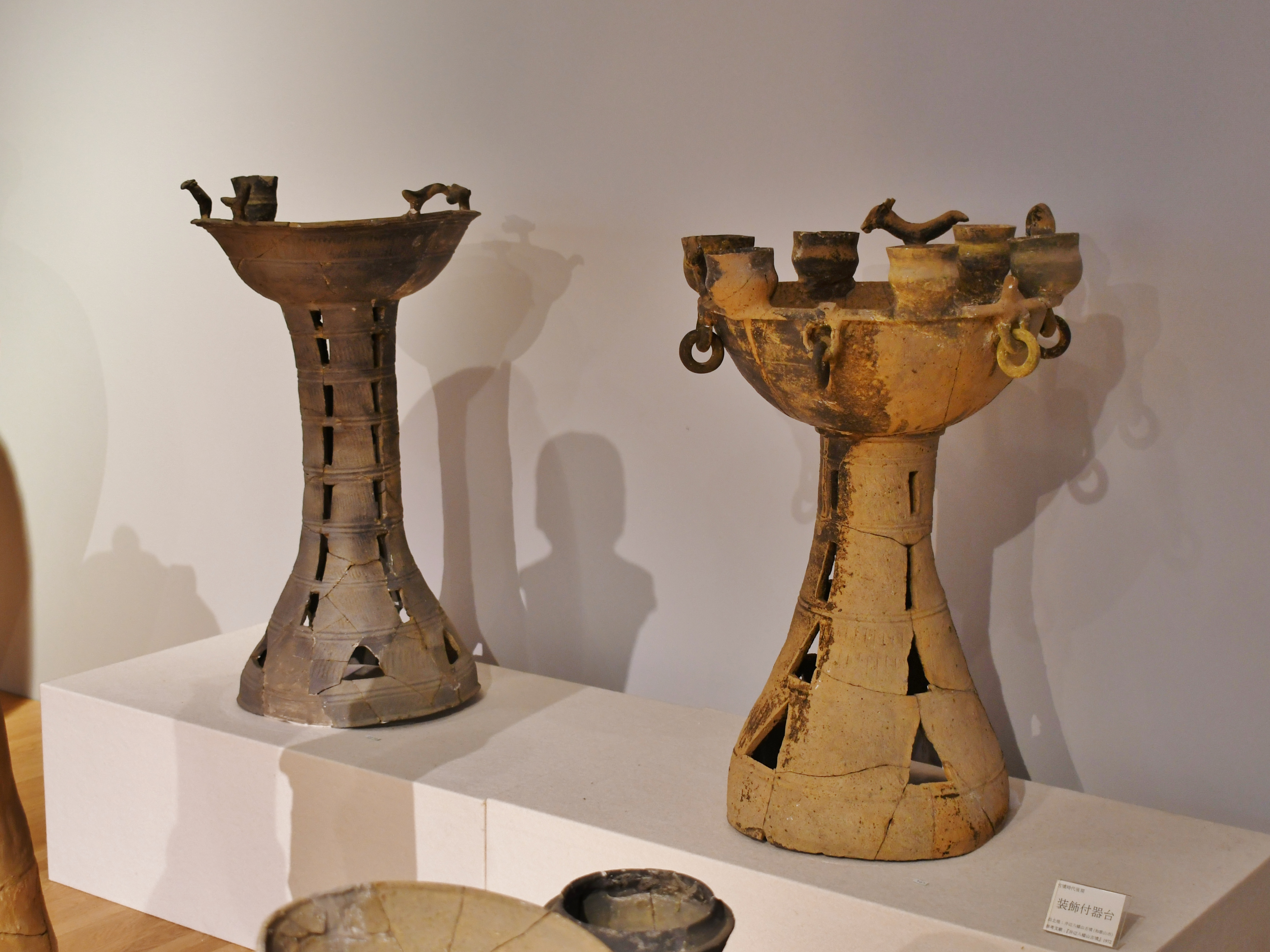
須恵器 装飾付器台
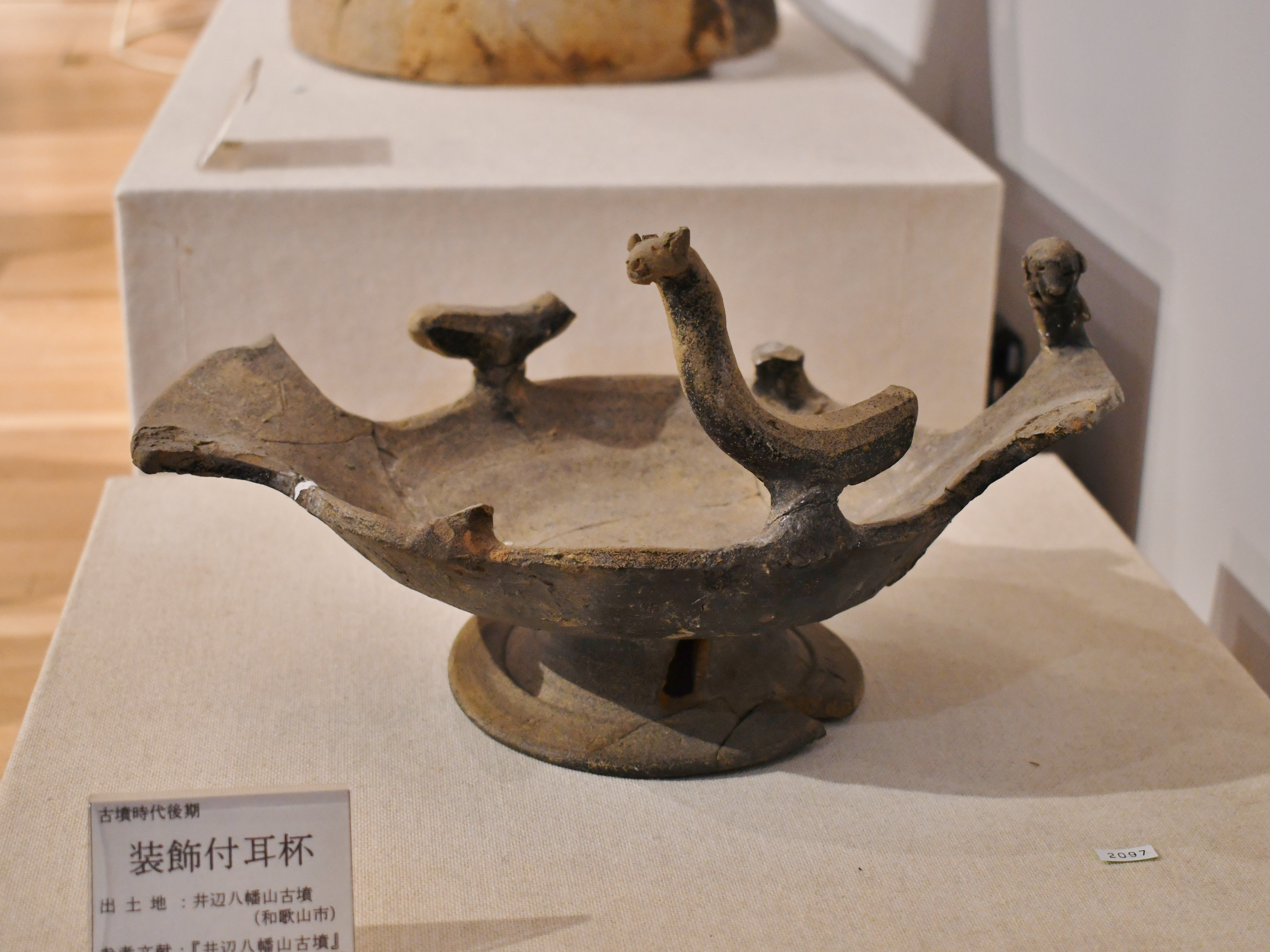
須恵器 装飾付耳杯
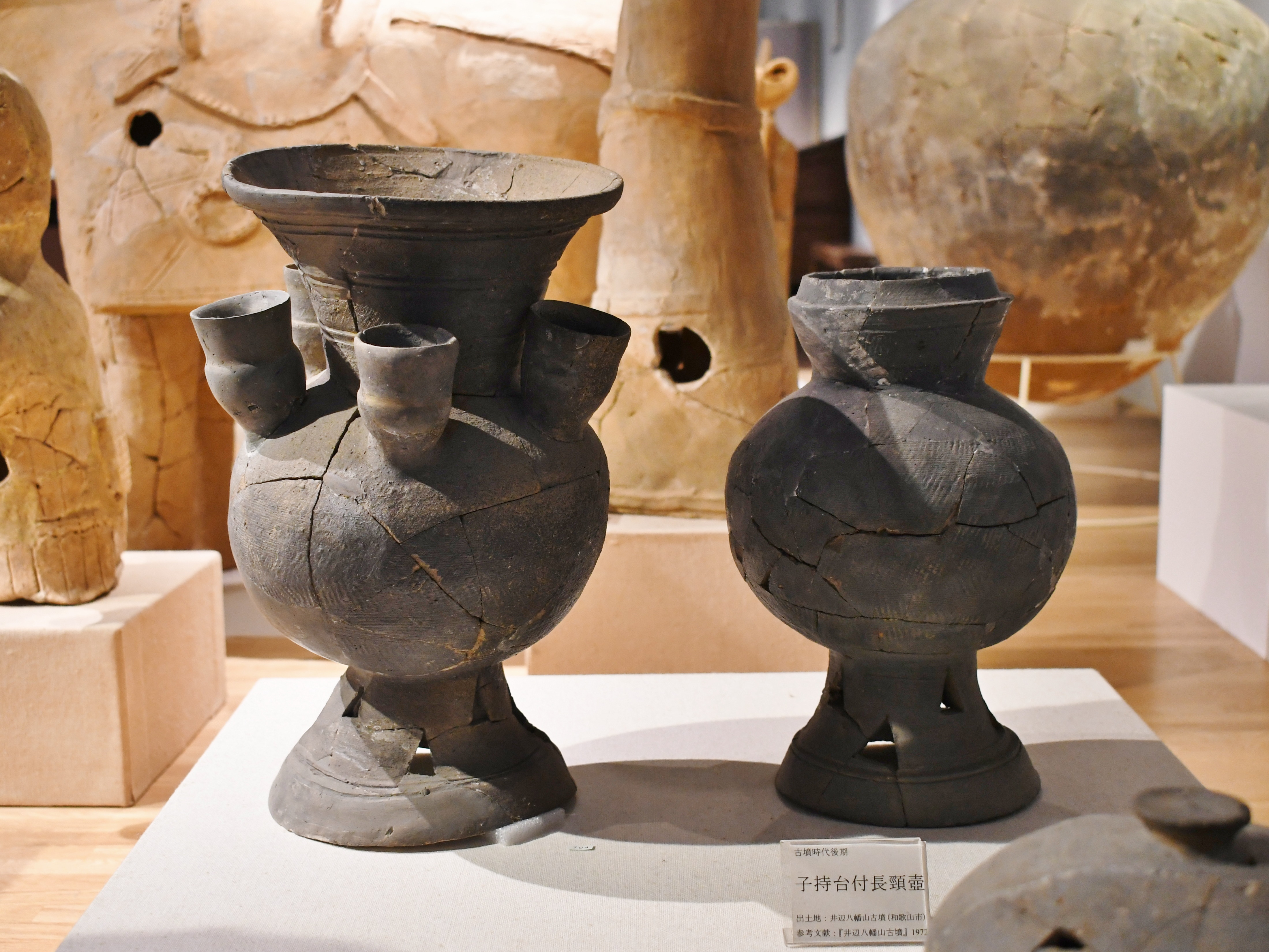
須恵器 子持台付長頸壺
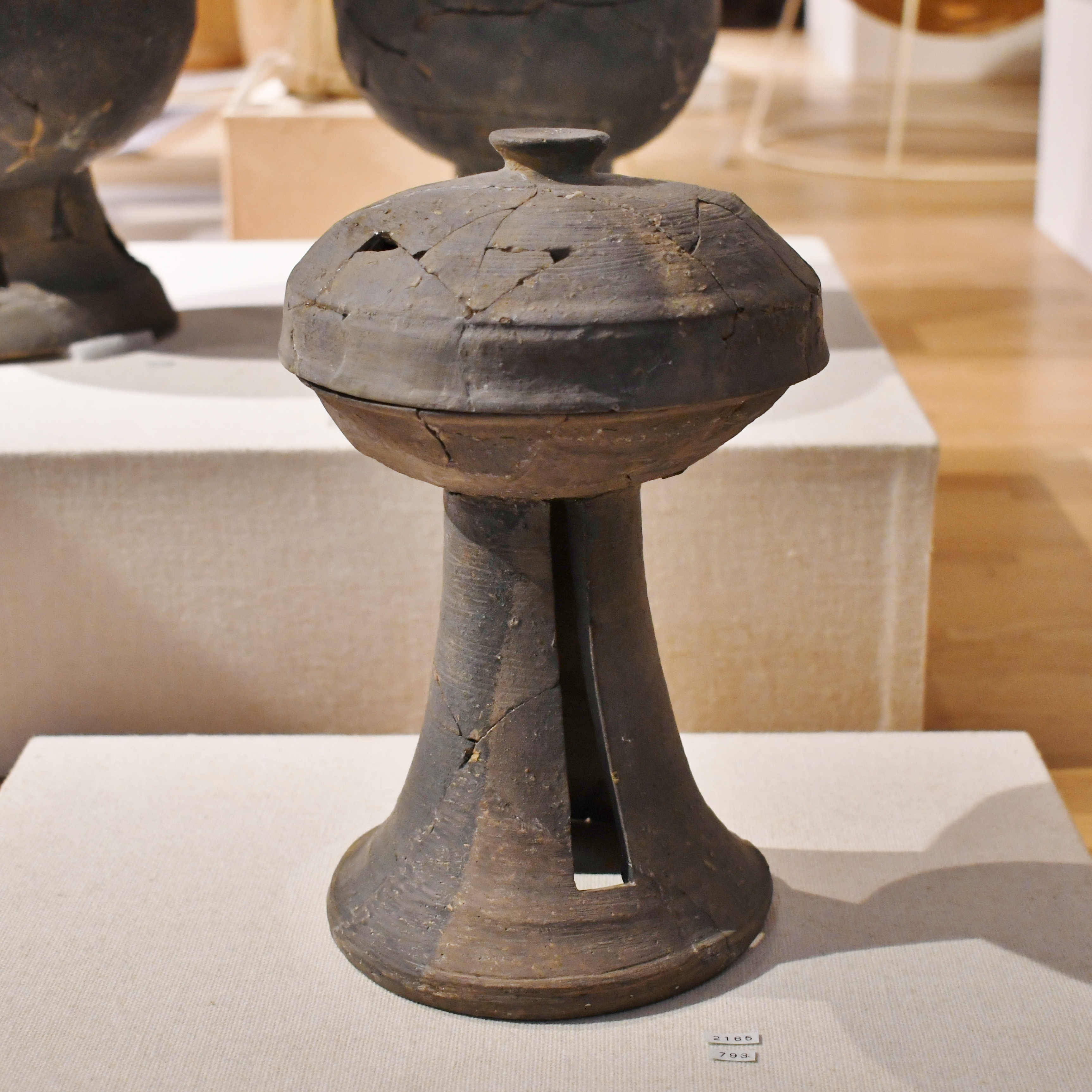
須恵器 高杯

## 文化財

### 和歌山市指定文化財
- 有形文化財
  - 男子立像埴輪（力士埴輪）（考古資料） - 和歌山市立博物館保管。1987年（昭和62年）1月27日指定[6][8]。

## 関連施設
- 和歌山市立博物館（和歌山市湊本町） - 井辺八幡山古墳出土の男子立像埴輪を展示。
- 同志社大学歴史資料館（京都府京田辺市） - 井辺八幡山古墳の出土品を展示。

## 関連文献
（記事執筆に使用していない関連文献）
- 『井辺八幡山古墳 -和歌山市教育委員会の委託による-』同志社大学文学部文化学科〈同志社大学文学部考古学調査報告第5冊〉、1972年。
- 丹野拓・米田文孝『紀国造家の実像をさぐる 岩橋千塚古墳群』新泉社〈シリーズ「遺跡を学ぶ」126〉、2018年。ISBN 9784787718365。